# Pefkochóri (Chalcidique)
Pefkochóri, en grec moderne : Πευκοχώρι, est un village du dème de Kassándra, Macédoine-Centrale en Grèce.
Selon le recensement de 2011, la population du village s'élève à 1 931 habitants.